# Première circonscription d'Ebenat
La première circonscription d'Ebenat est une des 135 circonscriptions législatives de l'État fédéré Amhara, elle se situe dans la Zone Sud Gonder. Sa représentante actuelle est Genet Tadesse Chekol.